# 代爾亞辛村大屠殺
代爾亞辛村大屠殺（阿拉伯語：مذبحة دير ياسين），是一場發生在1948年4月的屠殺事件。1948年4月9日，猶太復國主義恐怖組織伊爾貢和莱希的約120名武裝份子試圖佔領耶路撒冷附近的代爾亞辛村。當時該村約有600名巴勒斯坦阿拉伯人居住。事件發生於英國對巴勒斯坦地區的託管行將終止之時，猶太人與阿拉伯人正處於內戰。在戰鬥中，約107名村民被槍殺或被手榴彈炸死，其中包括婦孺。一些村民被俘虜至西耶路撒冷遊街示眾，然後被處決。伊爾貢及莱希方面有4人死亡、約35人受傷。事後亦爆發了阿拉伯民兵對猶太人實施報復的哈達薩醫療車隊大屠殺，造成猶太人以及一名英國士兵共79人死亡。
儘管該村已簽訂互不侵犯條約，但大屠殺還是發生了。
屠殺案為以阿衝突的關鍵事件。當時最大的猶太武裝組織哈加納譴責這次攻擊。猶太事務局曾致道歉信予約旦國王阿卜杜拉一世，遭到回絕，要求他們負責。這次大屠殺大大加速1948年巴勒斯坦人的驅逐和逃亡，並增強了阿拉伯政府干預的決心。事發五週後爆發第一次以阿戰爭。
歷史學家帕佩認為，哈加納派伊爾貢和萊希，「是為了免除任何官方責任」。但哈加納明確切割與其關係並對襲擊事件表示譴責。

## 代爾亞辛村
代爾亞辛村是巴勒斯坦阿拉伯人村莊，村民約六百名（另有謂為400至1,000人不等），全都信奉伊斯蘭教。村莊位於耶路撒冷西面一座山上，村民生活較為富裕，因村莊有石灰岩的採石場，村民可靠切割石灰岩維生。村民和附近的猶太人村莊相處融洽，特別是與隔著一個山谷的信奉正統猶太教的吉瓦特掃羅村村民。據稱在代爾亞辛村遭入侵時，有吉瓦特掃羅村的人曾試圖幫助代爾亞辛村的村民。

## 事件背景與入侵過程
以色列建國前巴勒斯坦地區猶太人與阿拉伯人因民族與宗教矛盾早已衝突已久，自1920年代便有阿拉伯人殺害猶太人的事件，在1936至1939年間的英屬巴勒斯坦阿拉伯暴動造成了約400名猶太人死亡，其中在1937至1939年阿拉伯部隊更是獲得了納粹德國的裝備及資助。
1947年，聯合國通過了分治巴勒斯坦的第181號決議，讓猶太人和阿拉伯人在英國結束託管巴勒斯坦後各自建立屬於自己的民族國家，猶太人方接受決議，但阿拉伯方拒絕，反對猶太人建國並認為聯合國無權干預當地事務，隨後當地猶太裔與阿拉伯裔居民隨即爆發劇烈衝突。
代爾亞辛村的繁榮是襲擊的原因之一，因為當該村莊被佔領時，村民遭到了廣泛的搶劫。
依據襲擊事件目擊者Aref Samir在1981年的訪談所稱，入侵於4月9日上午開始：
從凌晨 5:00 到上午 11:00 左右，他們挨家挨戶地進行系統性的屠殺。村莊東邊的居民無一倖免，全家被屠殺。早上6:00，他們抓了村裡的21個年輕人，大約25歲，把他們在今天的郵局附近排成一排，然後處決。許多目睹這恐怖景象的女性都瘋了，有些人至今仍在精神病院。一名孕婦帶著兒子從麵包店回來時，兒子在她眼前被殺，她的肚子被打碎。在一棟被佔領的村屋裡，架起了一挺布倫輕機槍，對任何進入射程的人無情開火。我表弟出去看看他叔叔的狀況，幾分鐘前他叔叔被槍殺了，結果我表弟也被殺了，他的父親追趕在後，被同一個布倫輕機槍殺死，而前來了解親人下落的媽媽，最終也死在他們身邊。吉瓦特掃羅村的一名警衛艾什·伊丹 (Aish eydan) 前來查看發生的情況，也被殺死。
馬修霍根寫道，大約三分之二的受害者是婦女、兒童和老人。
據帕勒馬赫部隊一個情報官稱，戰事結束後伊爾貢和莱希的武裝份子在村內大肆搜掠，把能搶的東西都搶走。他們互相炫耀戰利品和殺死的人數。在下午2點，一群猶太人村民從吉瓦特掃羅村來到，大罵那些戰士是搶匪和殺人兇手，質問他們為何要殺害和平的村民。戰士曾打算把被俘的村民殺光，但被吉瓦特掃羅村的村民阻止。
白天，囚犯被裝進往返代爾亞辛村的卡車，有些人在西耶路撒冷的街道上遊行，在那裡他們遭到嘲笑、吐口水和用石頭砸死，一些人在東耶路撒冷被釋放，一些人被送回代爾亞辛村，並在那裡被處決。哈加納廣播公司Harry Levin報導稱，看到「三輛卡車在喬治五世國王大道上緩慢行駛，載著男人、女人和兒童，他們的手舉過頭頂，由手持斯登衝鋒槍和步槍的猶太人看守。
哈加納情報官員Mordechai Gichon 4 月 10 日寫道：
成年男子被卡車帶到鎮上，在城市街道上遊行，然後被帶回代爾亞辛村現場，用步槍和機關槍掃射。在村民被裝上卡車之前，伊爾貢和萊希武裝份子拿走了他們所有的珠寶，並拿走了他們的錢。對村民的行為尤其野蠻，包括踢、用槍托推、吐口水和咒罵（來自吉瓦特掃羅村的人也參與了酷刑）。

## 事後反應
代爾亞辛村的殘暴屠殺令很多阿拉伯人恐懼，促使更多阿拉伯人逃離巴勒斯坦。屠殺案令阿拉伯國家群情激憤。
1948年4月13日，爆發了阿拉伯部隊實施的哈達薩醫療車隊大屠殺作為報復：替耶路撒冷斯科普斯山的哈達薩醫院提供運輸服務的醫療車隊在路上遭到阿拉伯民兵的狙擊：阿拉伯武裝先是用地雷阻止了車隊的前進，隨後對車上的乘客進行掃射，該事件包含病人中有兩名在代爾亞辛村受傷的伊爾貢武裝分子、猶太裔醫師、護士、病人、實習生與一名英國士兵共79人死亡。
同時阿拉伯世界對即將建立的猶太國，排斥也達到高峰，導致以色列建國後阿拉伯諸國向以色列開戰，繼而發生了第一次中東戰爭。
在伊爾貢高層梅納赫姆·貝京到訪紐約期間，1948年12月2日，包括愛因斯坦在內的28位美國猶太裔學者，致函紐約時報（发表在12月4日），嚴詞譴責伊爾貢和其後改組而成的赫魯特黨，並舉出代爾亞辛村大屠殺為事例，說明伊爾貢的「法西斯本質」。

## 外部連結
- 1948年德爾亞辛村大屠殺慘案